# Károly mainzi érsek
Aquitániai Károly (825 / 830 – 863. június 4.) mainzi érsek 856-tól haláláig.